# Фраза
Фра́за, вираз, вислів, зворот — (від грец. phrásis — вираження), основна одиниця мови; синтактико-фонетичне ціле, що має синтаксичний устрій, смислову закінченість та інтонаційну оформленість. Межами вислову є зупинки в мовленні, а також певні інтонаційні ознаки, що вказують на її завершення. Розпадається на такти (синтагми), які складаються з фонетичних слів і складів. Усередині фрази діють правила фонетичного стику її складників. Інколи визначення «фраза», уживається як відповідник поняття пропозиції або як позначення будь-якої фонетико-синтаксичної єдності між двома зупинками у розмові.
Також термін фраза має такі визначення:
1. Лінгвістичне висловлювання, що становить смислову та інтонаційну єдність.
2. Стійкий умовний вираз, ходячий вислів, мовне кліше.
3. Пишномовний нещирий вислів, позбавлений внутрішнього змісту, або такий, що прикриває брехливість твердження, непорядність вчинку тощо; марнослів'я.

Інтонаційно, речення складається з однієї або декількох фраз. Іноді вважають, що фраза може складатися з декількох речень.
У граматиці, зворот (фраза) який в деяких сенсах називають виразом, це група слів або слово в однині, що діє як граматична одиниця. Наприклад, український вислів «Курча мале й зелене, та летюче» - це іменникова фраза, яка містить прикметниковий вислів «Мале й зелене». Вирази можуть складатися як з одного слова, так і з цілого речення. У теоретичному мовознавстві, вислови часто досліджуються як одиниці синтаксичної структури, як от безпосередні складники. Існує різниця між загальним вживанням терміна вираз і його технічним використанням в мовознавстві. У загальному вжитку вислів, зазвичай являє собою декілька слів з якимось особливим ідіоматичним або іншим значенням, наприклад, «всі права захищені», «хоч вовк траву їж», «щербата правда», тощо. Це може бути евфемізм, приказка або прислів'я «Хлопець і тепер карбованця варт, а як йому боки намнуть, то два дадуть», усталений вираз — скажімо «маємо те, що маємо», витвір мови та інше. У мовознавстві їх узагальнюють як фразеологізми.
У теоріях синтаксису, вираз, це будь-який набір слів (словосполучення), а іноді і окреме слово, яке виконує певне призначення у синтаксичній будові речення. Вони не обов'язково повинні мати якесь особливе значення, або навіть існувати де-небудь поза досліджуваним реченням, але вони мусять діяти там, як закінчена граматична одиниця. Наприклад, у реченні Вчора я побачив помаранчевого птаха з білою шиєю, слова помаранчевий птах з білою шиєю утворюють іменниковий вираз, або визначальний вираз в деяких теоріях, який виконує призначення додатка речення.